# 워리어스 스리
워리어스 스리(Warriors Three)는 마블 코믹스의 캐릭터로 토르의 조력자이다.

## 같이 보기
- 토르
- 로키
- 오딘
- 시프
- 볼스타그
- 판드랄